# Acacia longifolia
Acacia longifolia é uma espécie de Acacia nativa do sudeste da Austrália, do extremo sudeste de Queensland, leste de Nova Gales do Sul, leste e sul de Victoria e sudeste da Austrália do Sul. Os nomes comuns para isso incluem acácia de folhas longas, acácia trinervis, acácia-de-espigas, acácia-dourada, acácia-costeira, acácia-amarelada e dourada de Sydney. Não está listada como espécie ameaçada, e é considerada invasora em Portugal e na África do Sul. Na região sul da Austrália Ocidental, tornou-se naturalizada e foi classificada como uma erva daninha por espécies indígenas concorrentes. É uma árvore que cresce muito rapidamente atingindo 7–10 m em cinco a seis anos.

## Descrição
A acácia dourada ocorre como um arbusto ou árvore que pode atingir uma altura de até 8 m. Possui casca lisa a finamente fissurada de cor acinzentada e ramificações glabras que são anguladas em direção aos ápices. Como a maioria das espécies de acácia, tem filódios em vez de folhas verdadeiras. Os filódios perenes e glabros são principalmente retos, mas ocasionalmente ligeiramente curvados com um comprimento de 4 a 20 cm e uma largura de 4 a 30 mm e têm numerosas veias longitudinais proeminentes. Floresce entre junho e outubro em sua área nativa produzindo inflorescências simples que ocorrem isoladas ou em pares nas axilas do filódio em caules com comprimento inferior a 2 mm. Os espinhos cilíndricos das flores têm um comprimento de 2 a 4.5 cm embalado com flores coloridas de amarelo claro a brilhante. Após a floração, formam-se vagens de sementes finamente coriáceas a firmes como papel, que são retas a fortemente torcidas e levantadas e contraídas entre cada uma das sementes. As vagens são geralmente 4 a 15 cm de comprimento e 2.5 a 6 mm e razoavelmente quebradiço quando seco.

## Taxonomia
A espécie foi descrita formalmente pela primeira vez por Henry Cranke Andrews em 1802 como Mimosa longifolia em The Botanist's Repository for New, and Rare Plants, em seguida, em 1806 como Acacia longifolia na publicação de Carl Ludwig Willdenow Species Plantarum. Foi reclassificado como Racosperma longifolium em 1987 por Leslie Pedley e então transferido de volta ao gênero Acacia em 2006. Outros sinônimos incluem Mimosa macrostachya e Phyllodoce longifolia.
O epíteto específico refere-se aos longos filódios desta espécie.
Existem duas subespécies reconhecidas:
- Acacia longifolia subsp. longifolia
- Acacia longifolia subsp. sophorae (Labill. ) Tribunal

## Distribuição
A espécie é endêmica da área costeira do sudeste de Queensland, perto da fronteira com Nova Gales do Sul, estendendo-se para o sul pela costa de Nova Gales do Sul. Em Nova Gales do Sul, é comum ao longo dos planaltos e áreas costeiras, onde está situado em vários habitats, incluindo dunas frontais e geralmente faz parte de florestas esclerófilas ou comunidades costeiras de charnecas e arbustos. A cordilheira então se estende ao sul e leste através de Victoria e no sul da Austrália. No sul da Austrália, é encontrado na Península de Eyre, na Península de Yorke, na Ilha Kangaroo, no sul de Lofty Ranges e em toda a região sudeste, onde é principalmente restrito a dunas de areia.
Tornou-se naturalizado no sudoeste da Austrália Ocidental em áreas costeiras que se estendem de Perth, no norte, até Albany, no sul. Acredita-se que tenha sido introduzido escapando dos jardins e sendo usado em plantações de restauração. Os métodos de controle incluem a extração manual de mudas e o uso de glifosato em plantas mais velhas.

## Usos
Acacia longifolia é amplamente cultivada em regiões subtropicais do mundo. Seus usos incluem prevenção da erosão do solo, alimentos (flores, sementes e vagens), corante amarelo (das flores), corante verde (vagens) e madeira. A cor da flor deriva do composto orgânico kaempferol. A casca da árvore tem uso limitado no curtimento, principalmente para pele de carneiro. É útil para proteger areia desabitada em áreas costeiras, principalmente onde não há muitas geadas fortes. Na Tasmânia, as vagens maduras eram assadas e as sementes removidas e comidas.  Em Portugal espécie é considerada invasora nas dunas e o seu cultivo é proibido por lei.

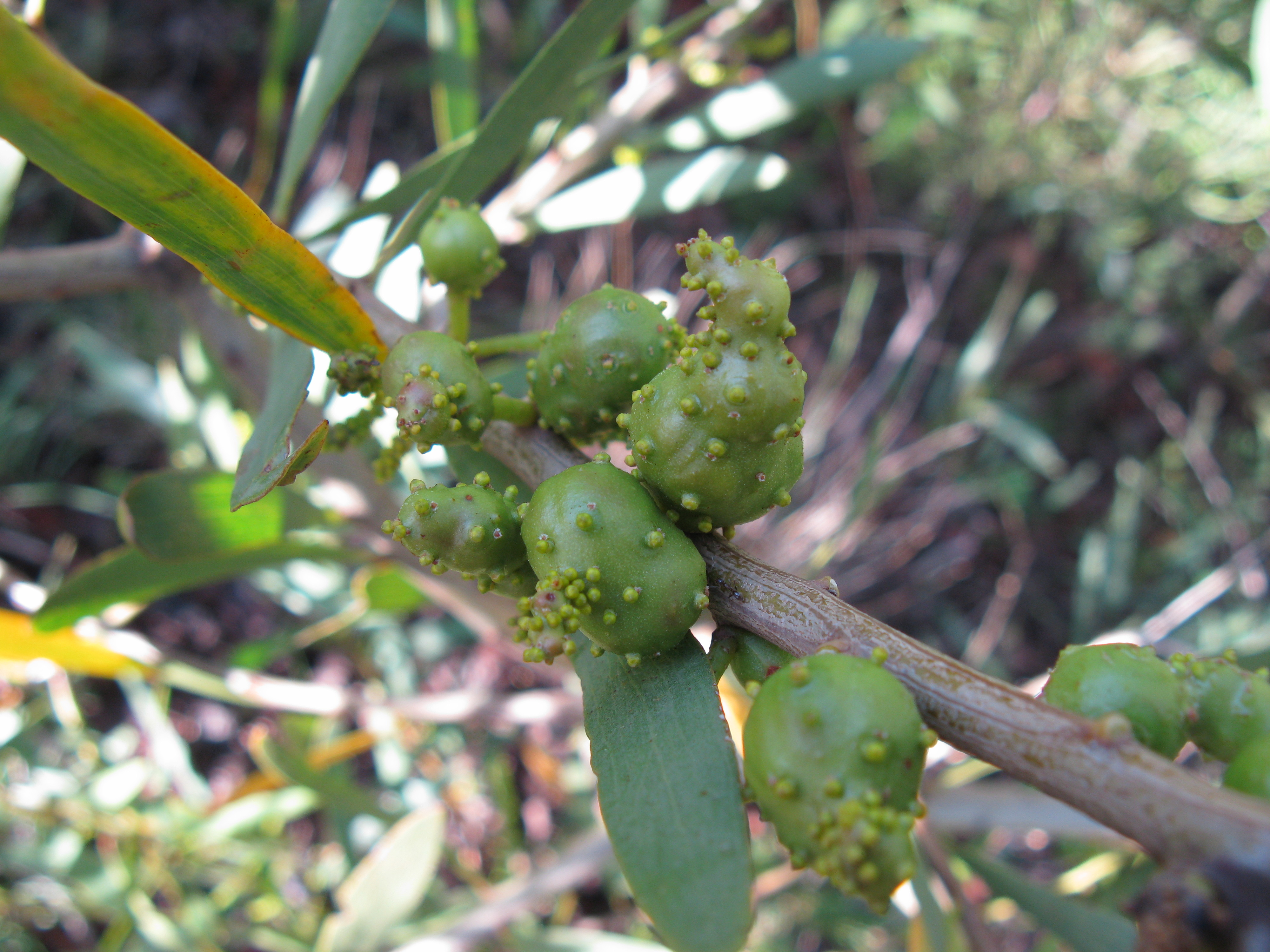
Galhas jovens de Trichilogaster acaciaelongifoliae, ainda mostrando a morfologia do ramo dos botões galhados. Um dos phyllodes já parece estar mostrando estresse e pode ser esperado que caia dentro de algumas semanas ou meses.

## Cultivo
O arbusto está disponível comercialmente e pode ser propagado por escarificação de sementes ou tratamento com água fervente. É considerada uma espécie atraente, resistente e de crescimento rápido, adequada como planta de sebe ou para triagem. Adequado para trabalhos de hidrossementeira em margens onde proporcionará a estabilização do solo. A acácia dourada de Sydney é adequada para áreas de baixa manutenção, como batedores de estradas, crescerá em uma variedade de tipos de solo e é resistente ao gelo. Atualmente, é muito usada no sul da Califórnia como árvore de sombra de rua, pois cresce rapidamente (atingindo uma altura de cinco metros em um ou dois anos após o plantio), tolera a seca e é resiliente mesmo às práticas de poda particularmente brutais associadas. com serviços de árvores de baixo custo.

## Planta invasora e controle
Em Portugal, a acácia-de-espigas está presente um pouco por todo o território, principalmente no litoral do Centro e Norte, onde se alastrou face ao seu grande poder de reprodução.
Para combater a espécie invasora está a ser utilizado num pequeno inseto australiano Trichilogaster acaciaelongifoliae.
O inseto já foi testado na África do Sul, onde a acácia-de-espigas também é invasora. Naquele país, ao fim de dez anos registou-se uma redução de mais de 80% da produção de sementes.
Na África do Sul, pelo menos, a vespa Pteromalid Trichilogaster acaciaelongifoliae foi introduzida da Austrália e se espalhou rapidamente, alcançando um controle substancial. O efeito sobre as árvores foi descrito como redução drástica de sementes (tipicamente acima de 90%) por galhas de gemas reprodutivas e debilitação indireta da planta afetada pelo aumento da abscisão de inflorescências adjacentes às galhas em crescimento. A presença de galhas também causou abscisão foliar, reduzindo o crescimento vegetativo e a produção reprodutiva.

## Fitoquímica
- N-(2- imidazol -4-il-etil)-trans- cinamamida[17]
- N-(2-imidazol-4-il-etil)-deca-trans-2, cis-4-dienamida[17]
- dimetiltriptamina 0,2-0,3%, histamina[18]

## Galeria

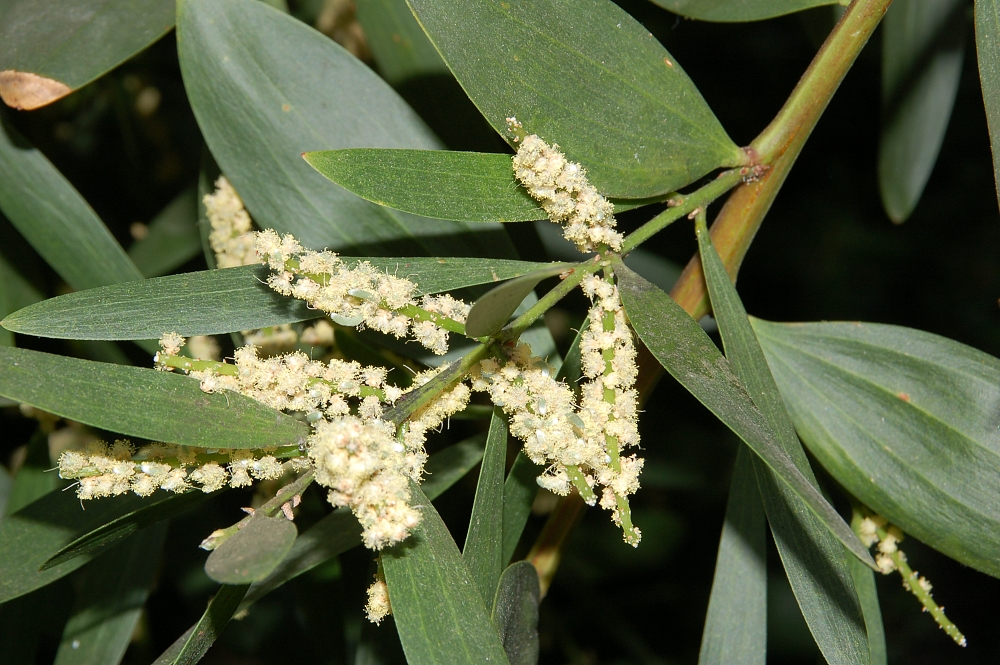
Floração
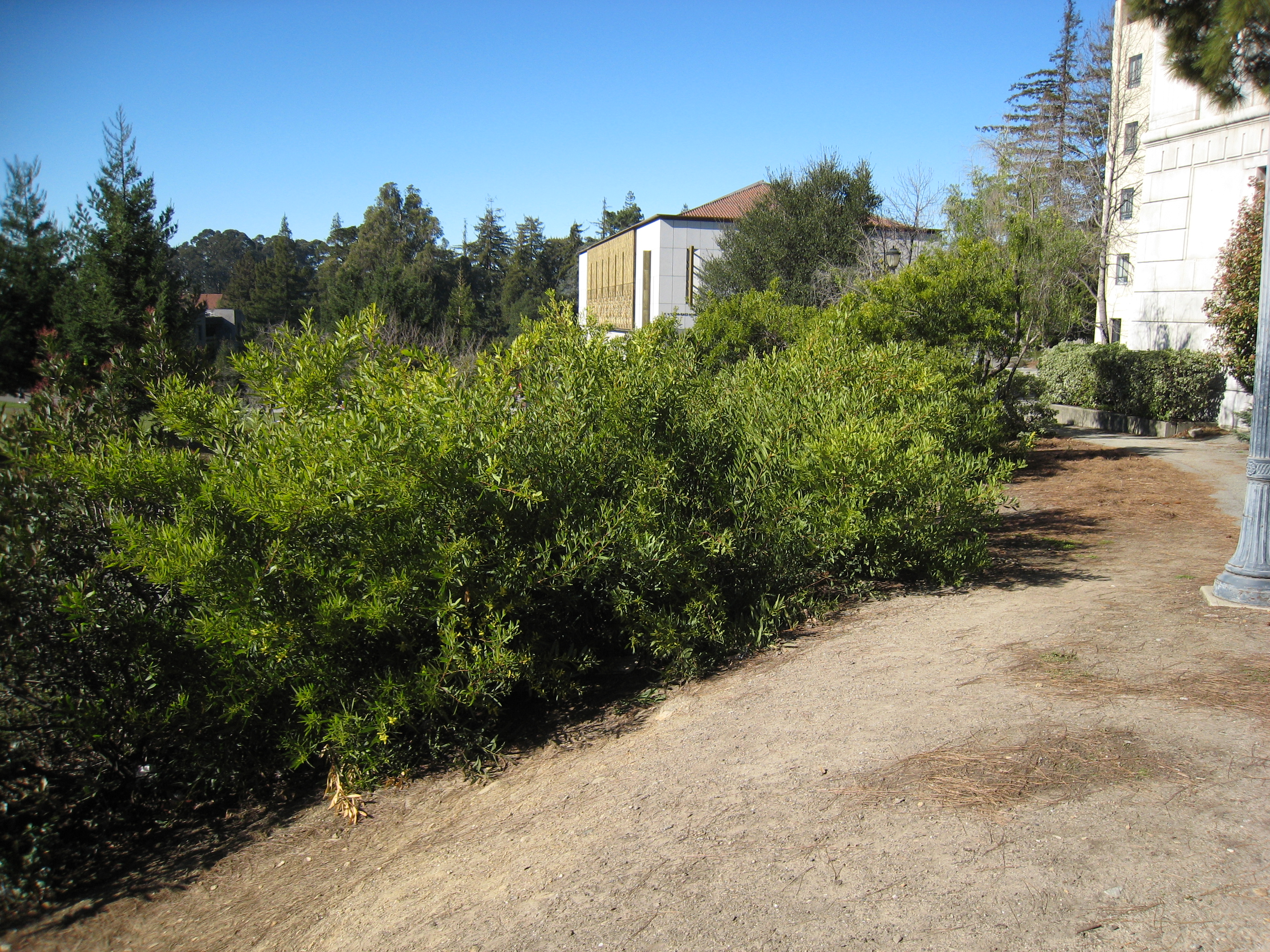
Habitat espesso
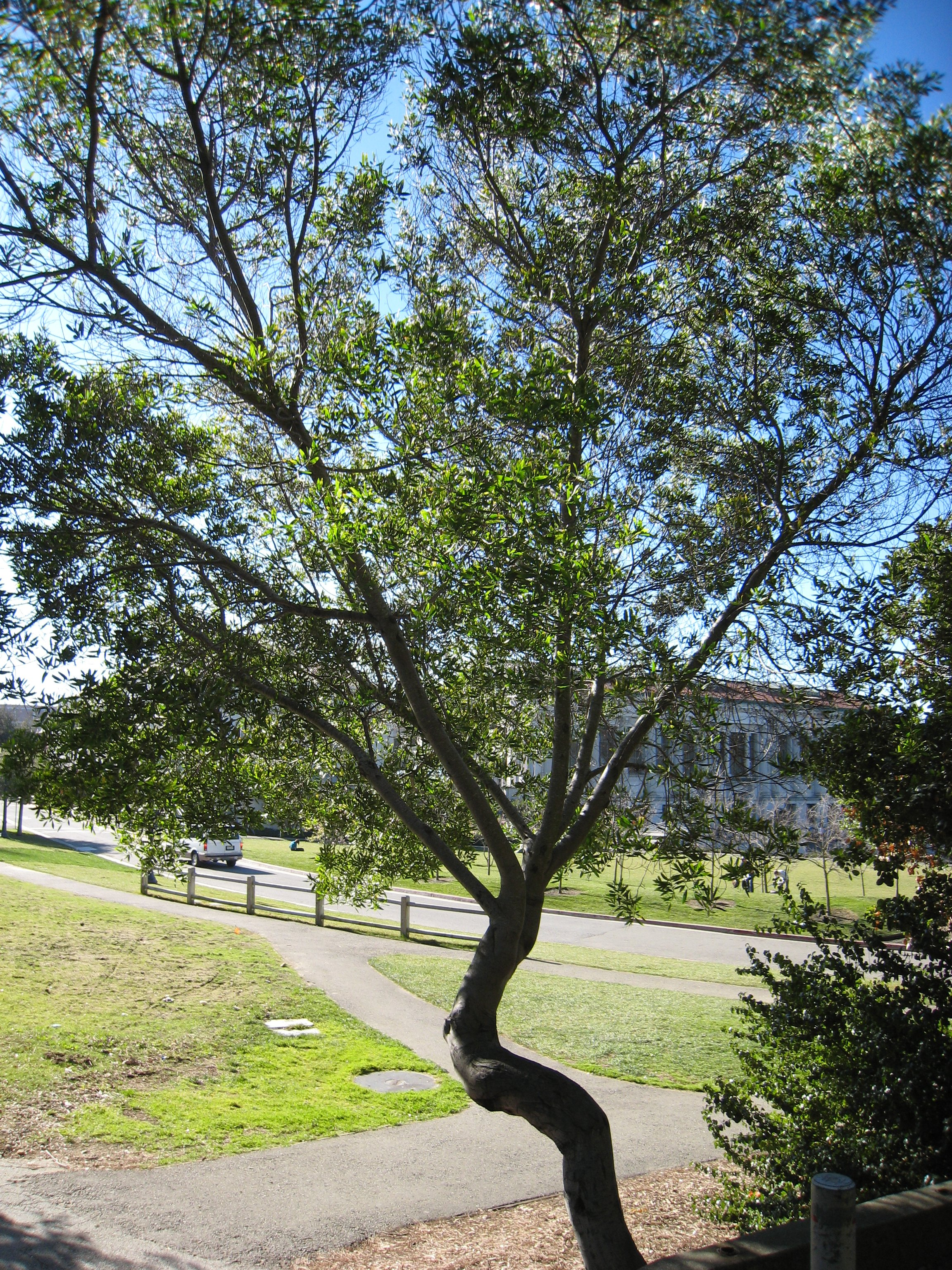
Cultivado
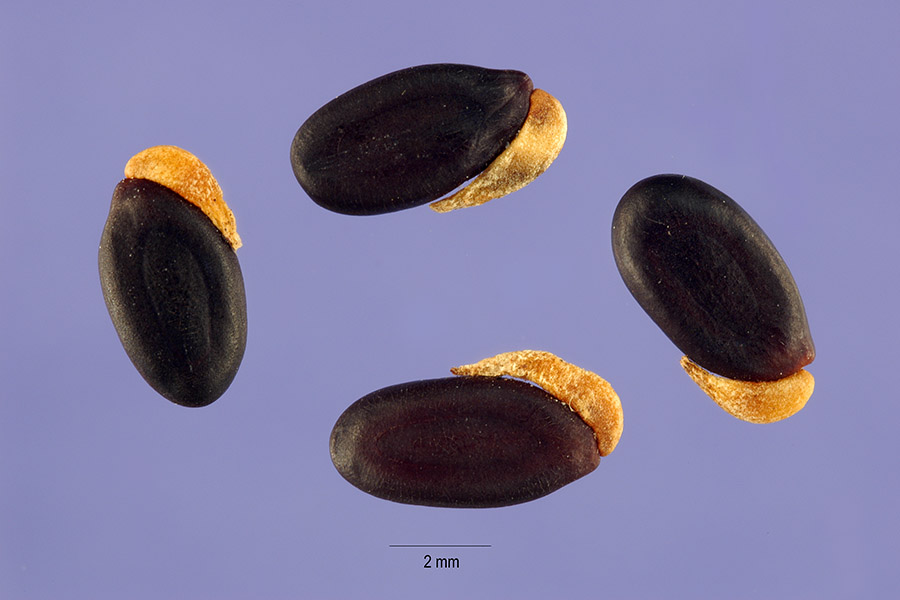
Sementes
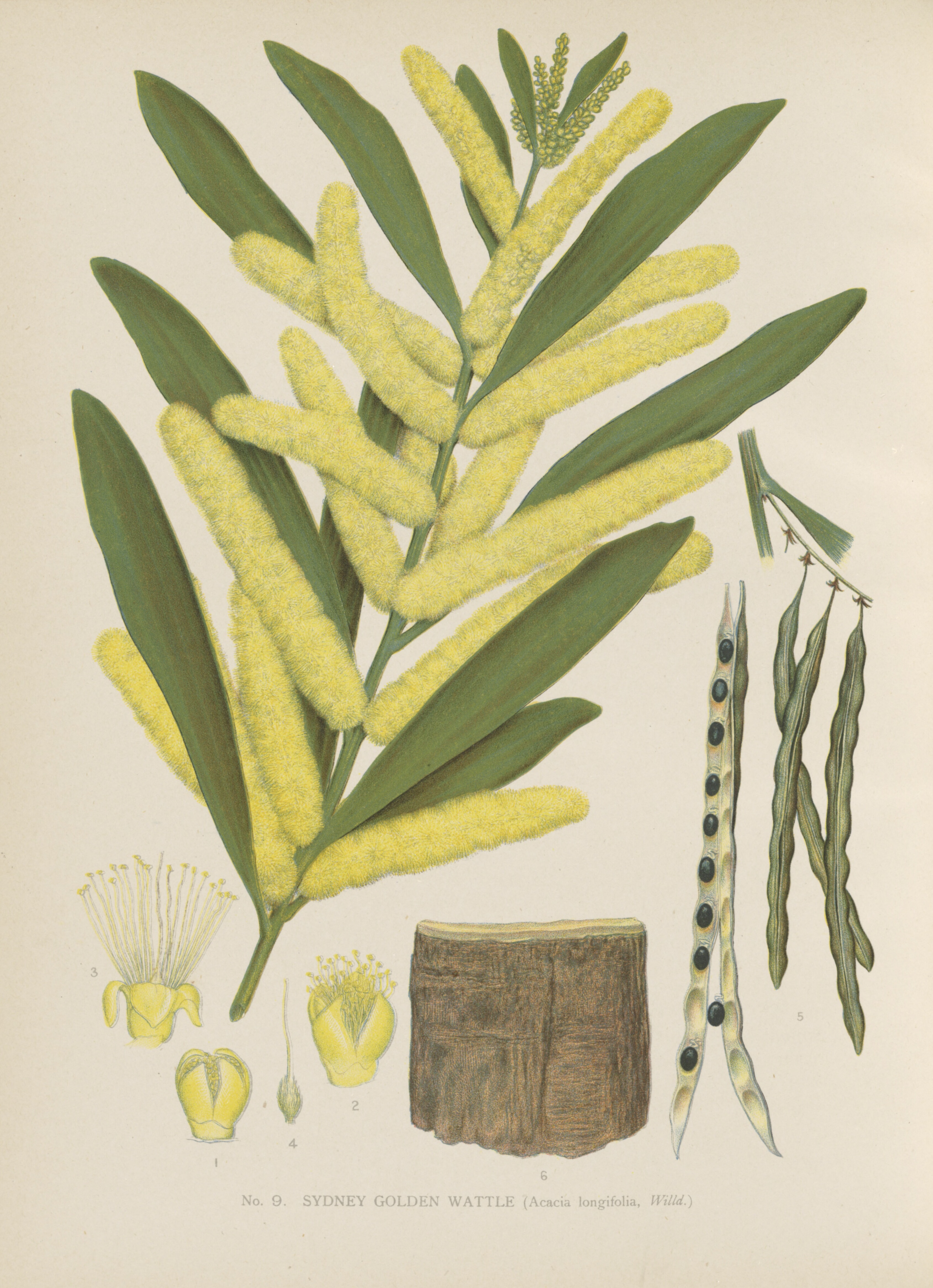
Ilustração